# Dekiru Neko wa Kyō mo Yūutsu
Dekiru Neko wa Kyō mo Yūutsu (яп. デキる猫は今日も憂鬱, Dekiru Neko wa Kyō mo Yūutsu, англ. The Masterful Cat Is Depressed Again Today; укр. Кіт-домогосподар нині знов не в гуморі) — серія японської манґи, написана та проілюстрована Хіцуджі Ямадою. Вона почала виходити в розділі онлайн-манґи Suiyōbi no Sirius від Kodansha на вебсайті Nico Nico Seiga в серпні 2018 року, а також публікується в Monthly Shōnen Sirius з жовтня 2021 року. Аніме-телесеріал з епізодів від GoHands виходив з 8 липня по 30 вересня 2023.

## Персонажі
Саку Фукузава (яп. 福澤 幸来, Saku Fukuzawa)
Сейю: Yui Ishikawa
Юкічі (яп. 諭吉, Yukichi)
Сейю: Hiroki Yasumoto
Юрі Шібасакі (яп. 柴咲 ゆり, Yuri Shibasaki)
Сейю: Ai Kakuma
Каору Оріцука (яп. 織塚 馨, Kaoru Orizuka)
Сейю: Katsuyuki Konishi
Ріо Нішіна (яп. 仁科 理央, Rio Nishina)
Сейю: M.A.O
менеджер магазину (яп. 店⾧, Tenchō)
Сейю: Miyu Irino
Юуме (яп. 優芽, Yume)
Сейю: Ayana Taketatsu
мама Юуме (яп. 優芽の母, Yume no Haha)
Сейю: Yoko Hikasa
бабця Юуме (яп. 優芽の祖母, Yume no Sobo)
Сейю: Tamie Kubota
мама Саку (яп. 幸来の母, Saku no Haha)
Сейю: Satomi Satō
тато Саку (яп. 幸来の父, Saku no Chichi)
Сейю: Jun Fukuyama
Ошіро (яп. 尾代, Oshiro)
Сейю: Aoi Inase
Мей (яп. メイ, Mei)
Сейю: Kotoe Taichi

## Медіа

### Манґа
22 серпня 2018 року «Кіт-домогосподар нині знов не в гуморі», написана й проілюстрована Хіцуджі Ямадою, почала серіалізацію в онлайн-розділі манґи Suiyōbi no Sirius від Kodansha на вебсайті Nico Nico Seiga. Вона також почала публікуватися в Monthly Shōnen Sirius 26 жовтня 2021 року. Kodansha зібрав свої розділи в окремі томи танкобон. Перший том вийшов 9 квітня 2019 року. Станом на 9 лютого 2023 року вийшло сім томів.
У Північній Америці ліцензію на випуск манґи англійською мовою здійснює Seven Seas Entertainment.

#### Список томів
| № | Дата виходу    | ISBN                   |
| - | -------------- | ---------------------- |
| 1 | 9 квітня 2019  | ISBN 978-4-06-515173-0 |
| 2 | 9 вересня 2019 | ISBN 978-4-06-516903-2 |
| 3 | 9 квітня 2020  | ISBN 978-4-06-519050-0 |
| 4 | 9 грудня 2020  | ISBN 978-4-06-521586-9 |
| 5 | 9 червня 2021  | ISBN 978-4-06-523514-0 |
| 6 | 9 червня 2022  | ISBN 978-4-06-528097-3 |
| 7 | 9 лютого 2023  | ISBN 978-4-06-530568-3 |
| 8 | 8 серпня 2023  | ISBN 978-4-06-532528-5 |
| 9 | 8 березня 2023 | ISBN 978-4-06-534788-1 |

### Аніме
У травні 2022 року було оголошено, що серію буде адаптовано у форматі аніме-телесеріалу. Виробництвом серіалу займатиметься GoHands, сценарій напише Тамазо Янаґі, режисером буде Кацумаса Йокоміне, головним режисером — Сусуму Кудо, а персонажів розробить Такаюкі Учіда. Прем'єра запланована на 8 липня 2023 року на MBS (Animeism), TBS і BS-TBS. Початковою темою є "Ureu Kado niwa Fuku Kitaru" (яп. 憂う門には福来たる, "Fortune Comes to a Worried House") від Сомей. Crunchyroll ліцензував серіал. Medialink ліцензувала серіал у Південній, Південно-Східній Азії та Океанії (крім Австралії та Нової Зеландії) і транслюватиме його на YouTube-каналі Ani-One Asia.

## Оцінки та відгуки
Серія посіла 11 місце в рейтингу «Рекомендовані комікси 2020 року працівниками національного книжкового магазину» онлайн-книгарні Honya Club. Серіал також посів 18 місце в рейтингу Next Manga Award 2020 у вебкатегорії.

## Додаткові джерела
- MrAJCosplay/Cartoon Cipher (7 лютого 2022). The Masterful Cat Is Depressed Again Today GN 1 - Review. Anime News Network.